# Лі Черьон
Черьон (кор. 채령), справжнє ім'я Лі Черьон (кор. 이채령) — південнокорейська реперка, танцюристка, учасниця південнокорейського гурту Itzy.

## Кар'єра

### 2013—2014: Зірка K-pop 3
24 листопада 2013 року Черьон разом зі своєю старшою сестрою Чейон з'явилися як учасниці в телевізійному реаліті-шоу Зірка K-pop 3. Обидві сестри вибули з шоу, але приєдналися до JYP Entertainment в ролі стажерок.

### 2015:Sixteen
5 травня 2015 року Черьон із сестрою приєдналися до реаліті-шоу JYP Entertainment Sixteen, для формування жіночого гурту під назвою Twice. Вона вибула у фінальному епізоді.

### 2019: Дебют в ITZY
20 січня 2019 року стало відомо, що Черьон стане учасницею нового жіночого гурту компанії — Itzy.
Гурт дебютував 12 лютого з сингл-альбомом IT'z Different.

## Фільмографія
| Рік       | Канал | Назва         | Епізоди | Замітка  |
| --------- | ----- | ------------- | ------- | -------- |
| 2013-2014 | SBS   | Зірка K-pop 3 | 1-2     | Учасниця |
| 2015      | Mnet  | SIXTEEN       | 1-12    | Учасниця |

## Особисте життя
7 лютого 2020 року вона разом із Рюджин закінчила мультихудожню школу Ханлім на музичному напрямку.